# Третя куля
«Третя куля» — оповідання радянського киргизького прозаїка і поета Кусеїна Есенкожоєва. Вперше надруковано в 1937 році латиною в Казані. В оповіданні описується політ у космос людини і собаки в апараті кулястої форми, що, на думку киргизьких критиків, було передбаченням перших польоів в космос собак і людини, що здійснилися в СРСР наприкінці 50-тих, початку  60-тих років 20-го століття.

## Сюжет
Герой оповідання, замислившись про те, як парять в атмосфері дощові хмари і птиці, вирішує запустити в небо кулю, наповнену воднем. Перша куля летить в небо сама по собі, до другої кулі герой прив'язує герметичну кабіну, куди поміщує свого пса, а на третій кулі (звідси й назва оповідання), вже ризикує піднятися в повітря сам. Власне вся розповідь присвячена негараздам героя, який вирушив в ризиковану подорож на некерованому апараті у невідомому напрямку.

## Історія створення
Оповідання датується 1937 роком. Тобто на момент його написання автору було 17 років. Оповідання, по суті, одна з перших проб пера Кусеїна. Оповідання, писалося, скоріш за все, з розрахунком на дитячу аудиторію. Кусеїн, хоч і був на той момент студентом, але вже працював редактором і завідувачем секцією дитячої літератури в Держвидаву Киргизії. Аеростат в оповіданні знадобився, ймовірно, для того, щоб обґрунтувати подорож у невідомому напрямку. Критики дружно вказують, що писалося оповідання під враженням прочитаної автором повісті Жуля Верна «П'ять тижнів на повітряній кулі».
Киргизька дитяча література в ті часи тільки робила свої перші несміливі кроки, фантастичного жанру взагалі не було як такого. Видане оповідання було в Казані, на латиниці, тому що киргизький кириличний алфавіт тоді ще не був введений.

## Перевидання
У 1990-х оповідання було перекладено російською Ж. Буржубаєвим, і ввійшло до збірника киргизької фантастики «Еридиана». Це був скорочений переклад, більш того, в нього внесені значні зміни, зроблені мабуть для того, щоб, за думки перекладача, згладити наївність, властиву оригіналу. В оригіналі собака в польоті висовує голову з герметичної кабіни, в перекладі просто дивиться через вікно. В оригіналі — герою, що страждає від голоду передають посилку через собаку, буквально з наступним вмістом — «у вузлику було 5 кілограмів їжі: 1 кілограм солодкого хліба, 1 кілограм цукерок, решта були продукти такого ж роду». Перекладач мабуть порахував таку посилку не дуже практичною і трактував написане таким чином — «…вміст торбинки. В ній були коржі, цукор, трохи вареного м'яса і навіть кульочок цукерок». В 2012 році твори Кусеїна Есенкожоєва вийшли окремою збіркою.